# Burg Waldau (Emmerthal)
Die Burg Waldau ist eine ehemalige mittelalterliche Höhenburg oberhalb der Hämelschenburg in der Gemeinde Emmerthal im niedersächsischen Landkreis Hameln-Pyrmont. Die geringen Reste der Spornburg sind heute unter dem Namen Hünenschloss bekannt.

## Geschichte
Die Burg Waldau wird im Lehnsregister des Mindener Bischofs Gottfried von Waldeck (1304–1324) als castrum woldowe erwähnt. Sie war damals zusammen mit dem Flecken Hämelschenburg als Lehen an die Grafen von Everstein vergeben worden. Weitere Erwähnungen der Burg in den Schriftquellen existieren nicht.
Vermutlich handelt es sich bei der Anlage um eine frühmittelalterliche Fliehburg zum Schutz der lokalen Bevölkerung bei Einfällen fremder Völker wie den Ungarn oder Normannen. Auch die volkstümliche Bezeichnung als Hünenschloss spricht dafür. Wahrscheinlich war die Burg deshalb um 1324 schon lange funktionslos und bereits verfallen, sodass die Eversteiner Grafen nahe des späteren Schlosses Hämelschenburg eine neue Burg erbauten. 

## Beschreibung
Die Burg befindet sich auf einem zu einem Plateau umgearbeiteten Bergsporn. Die Zuwegung führt zunächst in die 25 × 31 m große Vorburg im Norden. Diese ist mit einem hufeisenförmigen Graben und einem ca. 10 m breiten und 1,5 m hohen Außenwall befestigt. Nach Süden schließt die etwas höher gelegene Hauptburg mit einem Durchmesser von ca. 40 m an. Sie ist von der Vorburg durch eine Mauer abgetrennt, von der eine ehemals zu einem Gebäude gehörende Quermauer abzweigt. Die Ringmauer ist noch in Form von Schuttflächen und Resten des mörtelhaltigen Füllmauerwerks erkennbar. Von der Innenbebauung sind ansonsten noch Kellergruben und Fundamentreste zu erkennen. Im Südteil der Vorburg scheinen Schuttwälle den Standort eines Turms anzuzeigen.

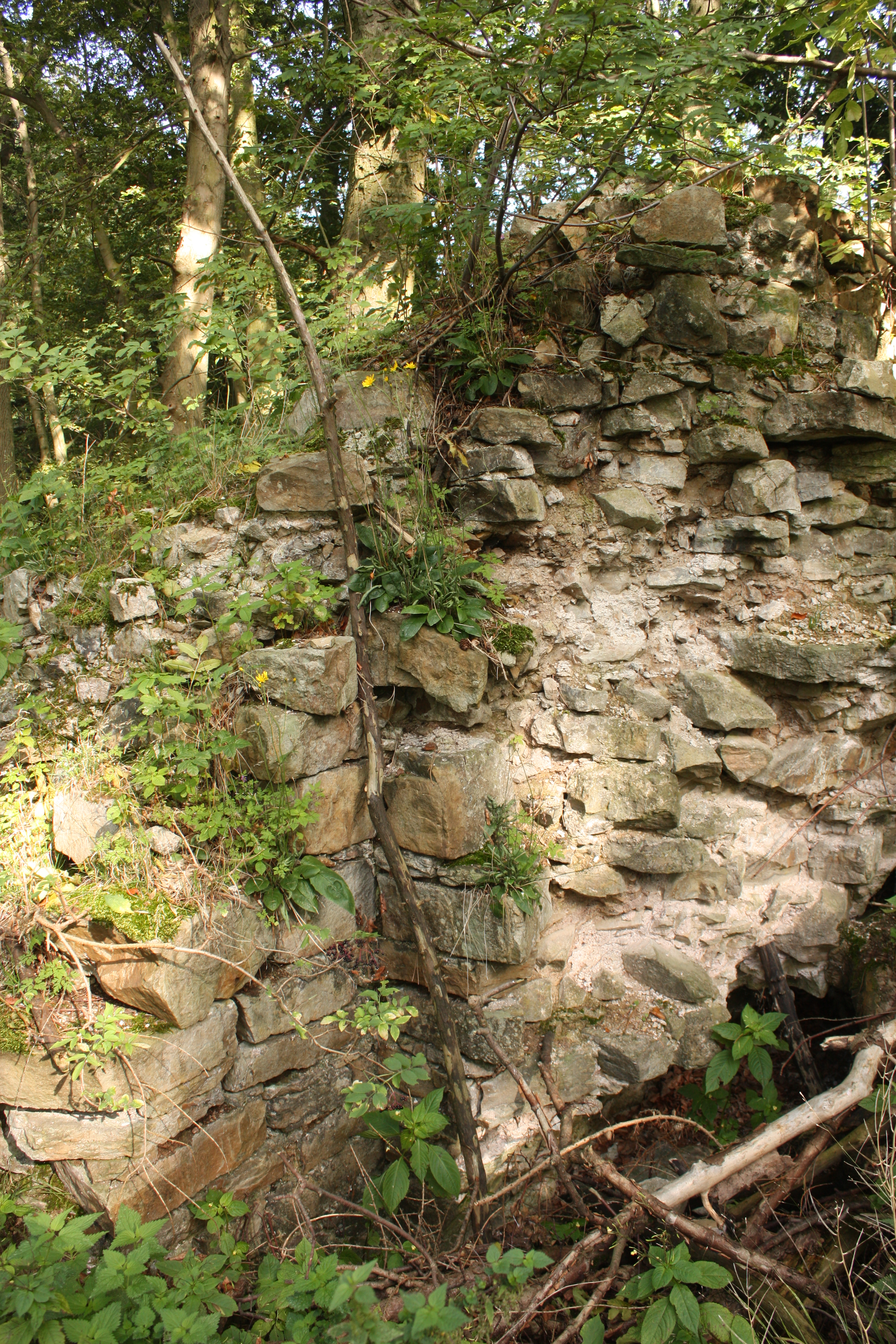
Ringmauer mit Gebäuderest